# Бахмутівка (зупинний пункт)
Ба́хмутівка — пасажирська зупинна залізнична платформа Лиманської дирекції Донецької залізниці на лінії Кіндрашівська-Нова — Граківка між станціями Красноозерівка (3 км) та Новий Айдар (10 км).
Розташована в с. Бахмутівка, Щастинський район, Луганської області. Заснована 1951 р.
З 2014 року, через військову агресію Росії на сході України транспортне сполучення припинялося. 30 травня 2016 року рух поїздів відновлено, лінією Валуйки — Кіндрашівська-Нова почав курсувати приміський поїзд Кіндрашівська-Нова — Лантратівка. Поїзд зв'язав території тогочасних Старобільського, Троїцького, Новоайдарського, Білокуракинського, Станично-Луганського районів.

## Перспективи
З метою організації забезпечення поставок вугілля для Луганської ТЕС залізничним транспортом з 2017 році розглядається проєкт будівництва залізничної лінії Бахмутівка — Сєвєродонецьк через станцію Переїзна регіональної філії «Донецька залізниця». Вартість будівництва такої лінії (за цінами 2017 року) може досягти орієнтовно 1,2—1,5 млрд гривень (без урахування будівництва переїздів, шляхопроводів, інших штучних споруд та відведення земель).
Вибір остаточного варіанта, траси проходження і оцінку остаточної вартості реалізації кожного проєкту може бути здійснено тільки після виконання проєктно-вишукувальних робіт (передпроєктної розробки) і підготовки проєктно-кошторисної документації.